# Йоан Гуффран
Йоа́н Гуффра́н (фр. Yoan Gouffran, нар. 25 травня 1986, Вільнев-Сен-Жорж) — французький футболіст, нападник вірменського клубу «Арарат-Вірменія».

## Клубна кар'єра
У дорослому футболі дебютував 2003 року виступами за «Кан», в якому провів п'ять сезонів, взявши участь у 115 матчах чемпіонату. Більшість часу, проведеного у складі «Кана», був основним гравцем атакувальної ланки команди.
До складу клубу «Бордо» приєднався 30 липня 2008 року за 6,5 млн євро. Відразу після переходу Гуффран разом з командою виграв Суперкубок Франції, а в першому ж сезоні став чемпіоном країни та володарем кубка ліги. Наразі встиг відіграти за команду з Бордо 139 матчів в національному чемпіонаті.
З 2013 по 2017 захищав кольори англійського клубу «Ньюкасл Юнайтед».
17 липня 2017 Йоан переходить до турецького клубу «Гезтепе». У складі турецької команди відіграв два сезони.
1 лютого 2020 француз перейшов до вірменської команди «Арарат-Вірменія».

## Виступи за збірну
Протягом 2005–2008 років залучався до складу молодіжної збірної Франції, в складі якої потрапив на молодіжний чемпіонат Європи 2006 року, де відзначився одним голом і допоміг збірній дійти до півфіналу. Всього на молодіжному рівні зіграв у 22 офіційних матчах, забив 3 голи.

## Досягнення
- Чемпіон Франції (1): 2008/09
- Володар Суперкубка Франції (2): 2008, 2009
- Володар Кубка французької ліги (1): 2008/09
- Чемпіон Вірменії (1): 2019/20
- Чемпіон Європи (U-19): 2005